# Charles Koechlin
Charles Louis Eugène Koechlin född 27 november 1867, död 31 december 1950, var en fransk kompositör.
Koechlin var av elsassisk släkt. Han avbröt 1890 sina studier vid École polytechnique för att övergå till konservatoriet i Paris, där han hade Jules Massenet och Gabriel Fauré som lärare i komposition. Han har skrivit sånger, körverk, symfoniska poem, kammarmusik, sonatiner för piano med mera.